# Te (arte marziale)
Te in giapponese significa letteralmente mano / tecnica ma con questo termine, nel dialetto di Okinawa (Tī) per lungo tempo si è indicato:
-l'insieme di tecniche di boxe originarie della Cina che furono introdotte nell'isola (XVII secolo) soprattutto nell'ultima fase della dinastia Qing, conosciuta anche col nome di Tōde.
-un'antica arte marziale (XV secolo) a mani nude praticata dalla nobiltà guerriera delle isole Ryu Kyu.